# Euphyia goteada
Euphyia goteada är en fjärilsart som beskrevs av Paul Dognin 1893. Euphyia goteada ingår i släktet Euphyia och familjen mätare. Inga underarter finns listade i Catalogue of Life.